# غوشنة مخددة
غوشنة مخددة (الاسم العلمي: Morchella costata) هي نوع من الفطريات يتبع جنس الغوشنة من الفصيلة الغوشنية.